# Moisés Roberto Barbosa
Moisés Roberto Barbosa, conhecido como Moisés (São Paulo, 11 de março de 1995), é um futebolista brasileiro que atua como lateral-esquerdo. Atualmente, joga no CSKA Moscou.

## Carreira

### Início
Nascido em São Paulo, Moisés foi revelado pelo Comercial, de Ribeirão Preto. Estreou profissionalmente no dia 13 de julho de 2013, no empate em 0x0 contra o XV de Piracicaba pela Copa Paulista de 2013.
Posteriormente, passou por Batatais e Madureira, onde fez um excelente Campeonato Carioca em 2015, chamando a atenção de times da Série A, como Vasco da Gama e Corinthians.

### Corinthians
Em 14 de maio de 2015, foi contratado pelo Corinthians, sendo imediatamente emprestado ao Bragantino até o fim da temporada, para a disputa da Série B.  Retornou ao Corinthians em 2016, e viajou aos Estados Unidos para a disputa da Flórida Cup. Estreou na derrota por 1x0 diante do Atlético Mineiro, válido pela 1ª rodada do torneio. No restanta da temporada, esteve novamente emprestado. Retornou ao Timão em 2017. Em 7 de maio de 2017, conquistou o Campeonato Paulista.

### Bragantino
Estreou pelo Bragantino no dia 16 de maio de 2015, na vitória por 1x0 sobre o Paysandu pela Série B de 2015. Marcou o primeiro gol de sua carreira na vitória de 1x0 do Bragantino sobre o Atlético Goianiense, no dia 30 de outubro de 2015.

### Bahia
Em 16 de fevereiro de 2016, foi anunciado pelo Bahia, com contrato de empréstimo até o fim da temporada. Após bom desempenho pela equipe, acabou retornando ao Corinthians.

### Botafogo
Em 21 de fevereiro de 2018, foi apresentado pelo Botafogo, com contrato de empréstimo até o fim da temporada.
Teve bons momentos pelo clube no Campeonato Carioca, distribuindo assistências e tendo forte marcação com dribles e desarmes.
Pelo Brasileiro e na Copa Sul-Americana teve momentos não muito bons. Consegui se destacar ganhando elogios da torcida, mas caiu bruscamente de rendimento durante o Brasileiro e foi muito criticado após perder um pênalti na partida que eliminou o Botafogo da Sul-Americana contra o Bahia. Mesmo criticado em alguns jogos, conseguiu ser um dos destaques do Botafogo na temporada.

### Retorno ao Bahia
No dia 14 de janeiro de 2019, Moisés é contratado pelo Bahia. Antes dono de 70% dos direitos econômicos de Moisés, o Corinthians vendeu 30% por aproximadamente R$ 2 milhões e seguiu com 40%.

### Internacional
Foi emprestado ao Internacional em 12 de janeiro de 2020, numa troca com o também lateral Zeca.

## Estatísticas
Atualizado até 22 de março de 2021.

### Clubes
| Clube       | Temporada | Campeonato nacional | Campeonato nacional | Copa nacional | Copa nacional | Competições continentais¹ | Competições continentais¹ | Outros torneios² | Outros torneios² | Total | Total |
| Clube       | Temporada | Jogos               | Gols                | Jogos         | Gols          | Jogos                     | Gols                      | Jogos            | Gols             | Jogos | Gols  |
| ----------- | --------- | ------------------- | ------------------- | ------------- | ------------- | ------------------------- | ------------------------- | ---------------- | ---------------- | ----- | ----- |
| Corinthians | 2015      | 0                   | 0                   | 0             | 0             | 0                         | 0                         | 0                | 0                | 0     | 0     |
| Corinthians | 2016      | 0                   | 0                   | 0             | 0             | 0                         | 0                         | 2                | 0                | 2     | 0     |
| Corinthians | 2017      | 4                   | 0                   | 0             | 0             | 1                         | 0                         | 11               | 0                | 16    | 0     |
| Corinthians | Total     | 4                   | 0                   | 0             | 0             | 1                         | 0                         | 13               | 0                | 18    | 0     |
| Total       | Total     | 4                   | 0                   | 0             | 0             | 1                         | 0                         | 13               | 0                | 18    | 0     |

| Clube                    | Temporada | Campeonato Gaúcho de Futebol | Campeonato Gaúcho de Futebol |  |  |  |  |  |  |  |  |
| Clube                    | Temporada | Jogos                        | Gols                         |  |  |  |  |  |  |  |  |
| ------------------------ | --------- | ---------------------------- | ---------------------------- |  |  |  |  |  |  |  |  |
| Sport Club Internacional |           |                              |                              |  |  |  |  |  |  |  |  |
|                          |           |                              |                              |  |  |  |  |  |  |  |  |
| 2021                     | 2         | 0                            |                              |  |  |  |  |  |  |  |  |
| Total                    | 2         | 0                            |                              |  |  |  |  |  |  |  |  |
| Total                    | Total     | 2                            | 0                            |  |  |  |  |  |  |  |  |

¹Estão incluídos jogos e gols da Copa Libertadores e Copa Sul-Americana

²Estão incluídos jogos e gols pelo Campeonato Paulista, Torneios Amistosos e Amistosos

### Campeonatos
| Competição            | Partidas | Gols | Média |
| --------------------- | -------- | ---- | ----- |
| Amistosos¹            | 5        | 0    | 0,00  |
| Campeonato Brasileiro | 4        | 0    | 0,00  |
| Campeonato Paulista   | 8        | 0    | 0,00  |
| Copa do Brasil        | 0        | 0    | 0,00  |
| Copa Libertadores     | 0        | 0    | 0,00  |
| Copa Sul-Americana    | 1        | 0    | 0,00  |
| TOTAL                 | 18       | 0    | 0,00  |

¹Estão incluídos jogos e gols de amistosos e torneios amistosos

## Títulos
Corinthians
- Campeonato Paulista: 2017
- Campeonato Brasileiro: 2017

Botafogo
- Campeonato Carioca: 2018

Bahia
- Campeonato Baiano: 2019

CSKA Moscou
- Copa da Rússia: 2022-23